# Zuerchermyia pustulosa
Zuerchermyia pustulosa är en tvåvingeart som först beskrevs av James 1938.  Zuerchermyia pustulosa ingår i släktet Zuerchermyia och familjen vapenflugor.
Artens utbredningsområde är Colombia. Inga underarter finns listade i Catalogue of Life.